# Stanisław Komornicki
Stanisław Komornicki (26 de julho de 1924 — 10 de abril de 2010) foi um militar polaco.
Foi uma das vítimas do acidente do Tu-154 da Força Aérea Polonesa.